# Los Rábanos
Los Rábanos è un comune spagnolo di 439 abitanti situato nella comunità autonoma di Castiglia e León.